# Thyene ocellata
Thyene ocellata es una especie de araña saltarina del género Thyene, familia Salticidae. Fue descrita científicamente por Thorell en 1899.
Habita en África Occidental y Guinea Ecuatorial (Bioko).